# Pionieri mormoni

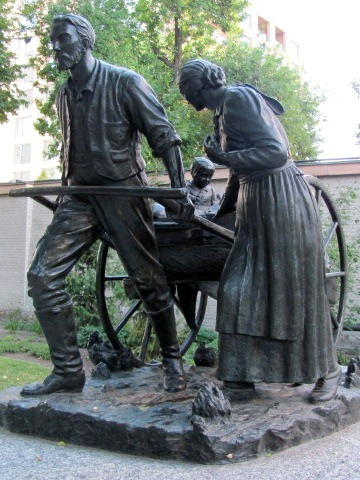
Una statua che commemora i Pionieri mormoni

I Pionieri mormoni erano membri della Chiesa di Gesù Cristo dei santi degli ultimi giorni, noti anche come Santi degli ultimi giorni o mormoni, che migrarono attraverso gli Stati Uniti d'America dal Midwest alla valle del Lago Salato (Salt Lake Valley) in quello che è oggigiorno lo Stato dello Utah. I viaggi furono intrapresi da circa 70 000 persone e proseguirono dall'aprile 1847 fino al completamento della First Transcontinental Railroad nel 1869.

## Antefatti alla migrazione

Mappa che mostra l'esodo verso ovest della Chiesa di Gesù Cristo dei santi degli ultimi giorni tra il 1846 e il 1869. Sono mostrati anche una porzione dell'itinerario seguito dal Battaglione mormone e il percorso verso la pista dei Mormoni seguito dalle compagnie con carretto a mano.

Sin dalla sua fondazione nel 1830, i membri della Chiesa di Gesù Cristo dei santi degli ultimi giorni erano spesso trattati duramente e perseguitati dai loro vicini, principalmente a causa delle loro convinzioni religiose. Ci furono violenze contro la Chiesa, i suoi membri e il suo profeta Joseph Smith. Questo, tra le altre ragioni, fece sì che il corpo della Chiesa si muovesse da un posto all'altro: Ohio, Missouri, e quindi nell'Illinois, dove i membri della Chiesa costruirono la città di Nauvoo.
Il governatore del Missouri Lilburn Boggs emanò l'ordine di sterminio (Missouri Executive Order 44) contro tutti i mormoni che vivevano nello Stato. Nel 1844 Joseph Smith fu ucciso da una folla mentre era detenuto in cella nella città di Carthage, nell'Illinois. Nel 1846 le tensioni religiose raggiunsero il culmine, e nel 1848 folle bruciarono il Tempio dei Santi degli ultimi giorni a Nauvoo.
Secondo la credenza della Chiesa, Dio guidò Brigham Young, il successore di Joseph Smith come presidente della Chiesa, a chiamare tutti i Santi (come i membri della Chiesa denominano sé stessi) per organizzarsi e dirigersi verso ovest, oltre la frontiera occidentale degli Stati Uniti in quello che allora era Messico, benché l'Esercito degli Stati Uniti avesse già occupato il New Messico e la California nel tardo 1846. Durante l'inverno del 1846-47, i capi dei Santi degli ultimi giorni nei Winter Quarters e nell'Iowa stesero i piani per la migrazione di un gran numero di Santi, la loro attrezzatura e il loro bestiame. Fu qui che Brigham Young incontrò per la prima volta Thomas L. Kane, un non-mormone da Filadelfia con profonde conoscenze personali nel governo del presidente Polk. Kane ottenne il permesso per i mormoni di svernare nel Territorio indiano, e il posto fu originariamente chiamato Kanesville. Brigham Young continuò a fidarsi di Kane per tutta la propria vita, in particolare come un intermediario con l'esercito federale spesso ostile. Questa grande migrazione mise alla prova in modo significativo le capacità di guida e di gestione per la Chiesa recentemente ristrutturata. Per questo suo ruolo nella migrazione, Brigham Young è a volte citato come il "Mosè americano".
Brigham Young riesaminò personalmente tutte le informazioni disponibili sulla Valle del Lago Salato e sul Gran Bacino, consultandosi con montanari e trapper che viaggiavano attraverso i Winter Quarters, e incontrandosi con padre Pierre-Jean De Smet, un missionario gesuita pratico del Gran Bacino. Il cauto Young insistette che i mormoni dovessero insediarsi in una posizione che nessuno altro volesse, e sentiva che la valle del Lago Salato soddisfaceva tale requisito, e avrebbe anche provvisto i Santi di molti vantaggi.

## La compagnia d'avanguardia del 1847
Brigham Young organizzò una compagnia d'avanguardia per aprire un percorso a ovest delle Montagne Rocciose, per raccogliere informazioni sulle condizioni del percorso, comprese le fonti d'acqua e le tribù dei nativi, e per selezionare alla fine il punto centrale di raccolta nel Gran Bacino.
La compagnia iniziale avrebbe dovuto selezionare e aprire un sentiero principale con l'aspettativa che i successivi pionieri l'avrebbero mantenuto e migliorato. Si sperava che il gruppo avrebbe, laddove possibile, stabilito guadi e traghetti e piantato coltivazioni per il successivo raccolto. Nel tardo febbraio erano stati fatti piani per raccogliere barche portatili, mappe, strumenti scientifici, attrezzi da fattoria e sementi. Furono studiate tecniche per irrigare i campi. Fu scelta una nuova strada sul lato settentrionale del fiume Platte per evitare grandi contatti con i viaggiatori che usavano la già affermata Pista dell'Oregon sulla riva meridionale del fiume. Dato il gran numero di Santi che avrebbe dovuto viaggiare verso ovest, i capi della Chiesa decisero di evitare potenziali conflitti su diritti di pascolo, accesso all'acqua e spazi per gli accampamenti.

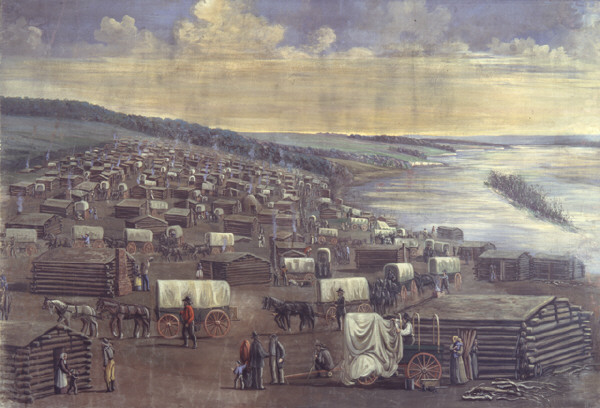
I Winter Quarters

Nell'aprile del 1847, Young si consultò con i membri del Quorum dei Dodici Apostoli che erano tornati recentemente dalla missione in Gran Bretagna. John Taylor, Parley P. Pratt e Orson Hyde portarono denaro fornito dai Santi inglesi, una mappa basata sulla recente spedizione nel West di John C. Frémont e strumenti per calcolare la latitudine, l'altitudine, la temperatura e la pressione barometrica. Membri scelti del gruppo di avanguardia furono radunati assieme, le provviste finali furono impacchettate e il gruppo fu organizzato in compagnie militari. Il gruppo consisteva di 143 uomini, compresi 3 neri e otto membri del Quorum dei dodici apostoli, tre donne e due bambini. Il convoglio conteneva 73 carri, un cannone, 93 cavalli, 52 muli, 66 buoi, 19 mucche, 17 cani e alcune galline, e trasportava provviste sufficienti per un completo approvvigionamento del gruppo per un anno. Young divise questo gruppo in 14 compagnie, ognuna con un capitano designato. Preoccupati di un possibile pericolo costituito dai nativi americani, furono formate una milizia e una guardia notturna, sotto la direzione di Stephen Markham.

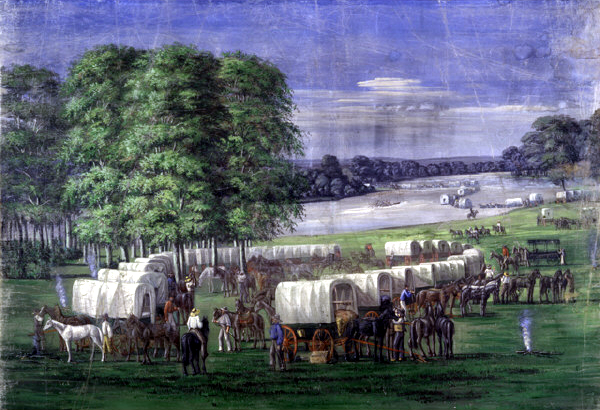
Dipinto Pioneers Crossing the Plains of Nebraska (Pionieri che attraversano le pianure del Nebraska)

Il 5 aprile 1847, alle 2 del pomeriggio, il convoglio di carri si mosse a ovest dai Winter Quarters verso il Gran Bacino. Con la partenza pomeridiana, fecero tre miglia (5 km) e si accamparono in linea a poche centinaia di metri da una catasta di legname. Le registrazioni nei diari mostrano che Young gestiva attivamente il viaggio, prestando attenzione ai dettagli e occasionalmente sgridando quando le ricreazioni serali o domenicali diventavano chiassose o membri del gruppo sbagliavano nell'eseguire i loro compiti. In un'occasione castigò i cacciatori del campo "per essere spreconi di carne [...] uccidendo più di quanto fosse realmente necessario". Il campo veniva svegliato da una tromba alle 5 del mattino e ci si aspettava che la compagnia fosse pronta per viaggiare alle 7. Ogni giorno il viaggio finiva alle 20:30 e il campo era a letto per le 21. La compagnia viaggiava sei giorni alla settimana e generalmente stava nell'accampamento la domenica per celebrare lo Shabbat.
Ad alcuni membri del campo erano assegnati compiti specifici. William Clayton era lo scrivano incaricato della compagnia e ci si aspettava che annotasse un'accurata descrizione del viaggio e della distanza per cui viaggiavano ogni giorno. Dopo tre settimane, Clayton si stancò di contare personalmente i giri della ruota del carro e calcolare la distanza giornaliera moltiplicando il numero per la circonferenza della ruota. Dopo essersi consultato con Orson Pratt, un matematico dotato, progettò un meccanismo consistente di una serie di ruote dentate di legno attaccate al mozzo di una ruota del carro, che permetteva di contare i giri della ruota. Il progetto di Clayton è un precursore dei moderni odometri. L'apparecchio fu costruito in base alle specifiche di Clayton e Pratt da un carpentiere della compagnia, Appleton Milo Harmon, e fu usato per la prima volta nel mattino del 12 maggio 1847. L'"odometro" mostrava che la compagnia faceva in media tra quattordici e venti miglia al giorno. L'apostolo Orson Pratt fu nominato osservatore scientifico della compagnia. Faceva regolari letture sugli strumenti scientifici, prendeva nota delle formazioni geologiche e delle risorse minerarie e descriveva piante e animali. I diari tenuti sia da Clayton sia da Pratt sono diventati risorse di valore per gli storici del viaggio verso ovest dei mormoni.
Anche le donne della compagnia eseguivano compiti vitali lungo la via. Harriet Page Young, moglie di Lorenzo Young, fu la prima donna selezionata per la compagnia. Era in cattiva salute e Lorenzo Young aveva paura a lasciare indietro lei e i loro giovani figli. Alle altre donne iniziali della compagnia, Ellen Sanders Kimball, moglie di Heber C. Kimball, e Clarissa Decker Young, moglie di Brigham Young, fu chiesto di accompagnare il gruppo per curare Harriet Young e per tenerle compagnia. Alle tre donne si aggiunse un gruppo più grande di donne membri della Chiesa dal Mississippi che si unì al gruppo principale a Laramie (nel Wyoming). Mentre molto del tempo era impiegato in attività tradizionali come cucinare, cucire e curare i bambini, molte donne erano scrivane e compilatrici di diari.
La prima parte del viaggio, dai Winter Quarters al Fort Laramie, richiese sei settimane, con la compagnia che arrivò al forte il 1º giugno. La compagnia si fermò per le riparazioni e per ferrare nuovamente gli animali da tiro. Mentre era al Fort Laramie, alla compagnia d'avanguardia si unirono i membri del Battaglione mormone che erano stati esonerati dal servizio per malattia e mandati a svernare a Pueblo nel Colorado. C'erano, che viaggiavano con il nuovo gruppo, anche membri della Chiesa dal Mississippi che avevano preso una strada più meridionale per il Gran Bacino.
A questo punto, la ora più numerosa compagnia prese la prestabilita Pista dell'Oregon verso il punto commerciale di Fort Bridger nel Wyoming. Ad un difficile attraversamento del Platte, subito prima di incontrare lo Sweetwater River, la compagnia fece uso delle proprie barche portatili e furono in grado di attraversare con relativa facilità. Cogliendo l'opportunità sia per aiutare futuri viaggiatori sia per incrementare il denaro disponibile per la migrazione, nove uomini sotto la direzione di Thomas Grover furono lasciati indietro per costruire e far funzionare là un traghetto. Gli abitanti del Missouri e altri viaggiatori al fiume pagarono ai Santi 1,50 dollari o più a vagone perché li aiutassero ad attraversare.
Durante l'ultima settimana di giugno, Sam Brannan, il capo della nave Brooklyn dei mormoni emigranti, raggiunse la compagnia presso Green River nel Wyoming. Riferì a Young del viaggio ben riuscito del suo gruppo e il loro insediamento in quello che è oggi San Francisco in California. Esortò la compagnia d'avanguardia a continuare verso la California, ma non poté spostare l'obiettivo del capo dal Gran Bacino. Young incontrò inoltre il montanaro Jim Bridger il 28 giugno. Discussero delle possibili strade verso la valle del Lago Salato e la praticabilità d'insediamenti in grado di sopravvivere nelle vallate montuose del Gran Bacino. Bridger era entusiasta riguardo agli insediamenti vicino al Lago Utah, riferendo di pesce, frutta selvatica, legname e buoni pascoli. Disse a Young che gli indiani del luogo producevano buoni raccolti, tra cui granoturco e zucche, ma che c'era sempre presente il pericolo del gelo. La compagnia continuò attraverso South Pass, viaggiò su zattere sul Green River e arrivò a Fort Bridger il 7 luglio. Circa nello stesso tempo si unirono ad essi altri tredici membri del distaccamento degli ammalati del Battaglione mormone.
La compagnia di avanguardia ora affrontava un viaggio più accidentato e rischioso, ed erano impegnati nello scegliere i passi delle Montagne Rocciose. Avevano ricevuto consigli contraddittori, ma Young decise di seguire il percorso usato dal gruppo di Donner-Reed nel loro viaggio in California l'anno precedente. Poco dopo aver lasciato Fort Bridger, il gruppo incontrò il trapper Miles Goodyear, che possedeva un punto commerciale alla foce del Weber River. Era entusiasta al riguardo delle potenzialità agricole della grande Weber Valley. Durante il viaggio attraverso le Montagne rocciose, la compagnia d'avanguardia si divise in tre sezioni. Da quando avevano passato il Green River, molti membri del gruppo avevano sofferto di febbre, usualmente ritenuta come una "febbre di montagna", probabilmente causata da zecche del legno. Lo stesso Young divenne ammalato poco dopo aver incontrato Goodyear. Il piccolo distaccamento di malati restò indietro al gruppo più grande, e fu creata una divisione esplorativa per muoversi davanti lungo la strada prevista.

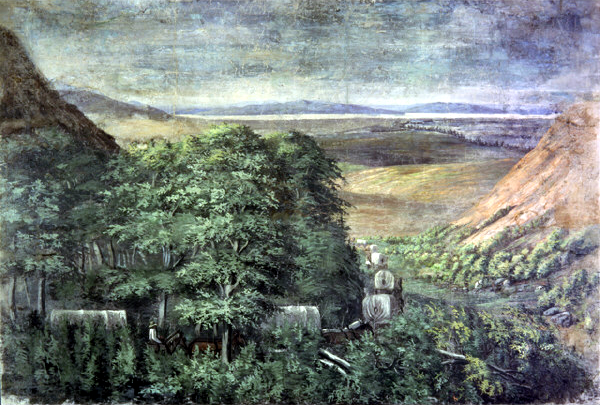
Dipinto Entering the Great Salt Lake Valley (Entrando nella grande valle del Lago Salato)

Nel luglio 1847 la prima compagnia raggiunse la valle del Lago Salato, con gli esploratori Erastus Snow e Orson Pratt che entrarono nella valle il 21 luglio. Pratt scrisse: "... Non potevamo trattenerci da un urlo di gioia, che quasi involontariamente scappò dalle nostre labbra nel momento in cui questo scenario grande e bello era alla nostra vista". I due esploratori intrapresero un giro di esplorazione di dodici miglia (19 km) nella valle prima di tornare al gruppo principale. Il giorno seguente vennero esplorate parti più ampie della valle, furono esaminati i ruscelli e le sorgenti calde , e fu fondato il primo campo nella valle del Lago Salato. Il 23 luglio Pratt offrì una preghiera dedicando la terra al Signore. La terra fu arata, fossi d'irrigazione furono scavati, e furono piantati i primi campi di patate e di rape.
Il 24 luglio Young vide per la prima volta la vallata su un carro "dei malati" guidato dal suo amico Wilford Woodruff. Secondo Woodruff, Young espresse la sua soddisfazione all'apparizione della valle e dichiarò "Questo è il posto giusto, guidate avanti". Oggi un monumento si trova nel posto dove fece questa dichiarazione. Young riferì più tardi che aveva visto la valle, incluso Ensign Peak, in una visione e che aveva riconosciuto il posto.
Il 28 luglio Young stabilì l'ubicazione per il futuro Tempio di Salt Lake e presentò un piano per la città ad un gruppo più grande perché lo approvassero. Nell'agosto 1847 Young e altri membri selezionati della compagnia d'avanguardia tornarono ai Winter Quarters. Entro il dicembre 1847, più di duemila mormoni avevano completato il viaggio per la valle del Lago Salato. Varie centinaia, tra cui Young, tornarono ad est per riunire e organizzare le compagnie programmate per gli anni successivi. Le stime dei demografi collocano 1611 pionieri nella valle del Gran Lago Salato durante l'inverno del 1847. La forza lavoro adulta, tuttavia, era abbastanza piccola, poiché un'alta percentuale del gruppo, il 53,2 percento, era sotto i diciannove anni d'età. Il 25 per cento del totale erano bambini sotto gli otto anni d'età.
Ogni anno durante la migrazione mormone, le persone continuavano ad essere organizzate in "compagnie", ciascuna delle quali portava il nome del proprio capo. La compagnia era ulteriormente divisa in gruppi di 50 e di 10, con autorità e responsabilità delegate verso il basso.

## Condizioni di viaggio

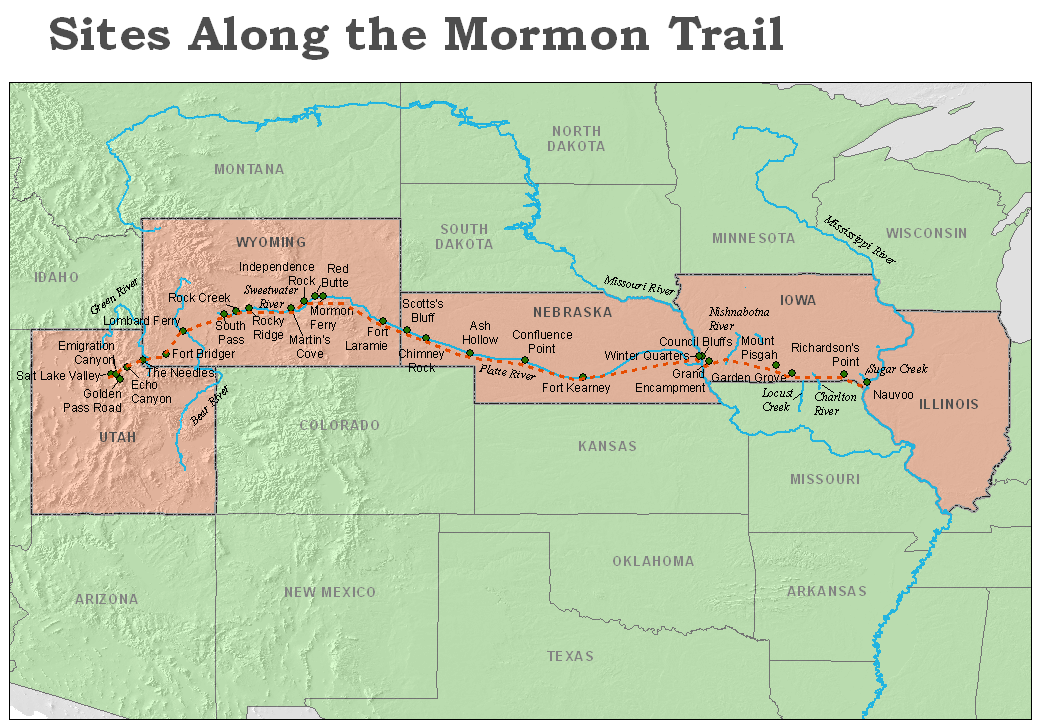
Il percorso del Mormon Trail, il tragitto seguito dai Pionieri mormoni.

I pionieri viaggiavano verso la valle del Lago Salato nel Gran Bacino usando carri, carretti a mano, e, in alcuni casi, trasportando personalmente i loro effetti personali. Il loro percorso lungo il fiume Platte e il fiume Sweetwater divenne conosciuto come il Pista dei Mormoni.
Le risorse finanziarie dei membri della Chiesa variavano, con molte famiglie che soffrivano per la perdita di terreno e di possedimenti personali nel Missouri e nell'Illinois. Questo ebbe un impatto su le risorse e le provviste che ciascuna famiglia poté mettere assieme mentre percorrevano più di 1000 miglia (2000 km) verso il Gran Bacino. Anche i fondi della Chiesa erano limitati in quel periodo, ma i capi della Chiesa provvidero quei fondi e quell'altra assistenza materiale che poterono alle famiglie e alle compagnie che erano carenti di provviste.
Erano comuni carri coperti tirati da buoi, specialmente nelle prime compagnie americane. Nell'ottobre 1845, mentre membri della Chiesa di Gesù Cristo dei santi degli ultimi giorni si stavano preparando per lasciare Nauvoo, il Nauvoo Neighbor stampò un'ampia lista di approvvigionamenti suggeriti per ciascun carro familiare. Gli approvvigionamenti comprendevano da 2 a 4 gioghi di buoi, 2 mucche da latte, altro bestiame, armi e munizioni, 15 libbre di ferro, pulegge e corde, equipaggiamento da pesca, attrezzatura da fattoria e meccanica, attrezzatura da cucina e almeno 1000 libbre di farina più altri generi alimentari assortiti. Alcuni pionieri sovrastimavano la quantità di merci che avrebbero potuto trasportare per il lungo viaggio. Quando i buoi s'indebolivano sotto lo sforzo, i carri venivano alleggeriti buttando beni preziosi, tra cui collezioni di libri, porcellane di famiglia e mobili. Nel 1847, poco a est delle Montagne rocciose, la famiglia Kimball scavò una larga buca, avvolse il proprio pianoforte in pelli di bufalo e lo sotterrò accuratamente. Una squadra di buoi recuperò lo strumento la primavera seguente e lo trasportò alla valle del Lago Salato.
Molte altre compagnie successive erano perlopiù formate da persone con meno risorse, che tiravano o spingevano carretti a mano (simili alle carriole) contenenti tutti i loro approvvigionamenti e possedimenti personali. Molti di questi pionieri camminarono per la maggior parte della strada mentre i membri delle famiglie andavano sui carri.
A causa del clima nel centro dell'America settentrionale, il miglior momento per viaggiare era da aprile a settembre. Alcune compagnie, tuttavia, partirono a stagione già inoltrata, il che portò ad avversità e a volte a disastri. Le più famose di queste sono le compagnie con carretto a mano di Willie e Martin. Lasciando l'Iowa nel luglio del 1856, non poterono raggiungere lo Utah sino a novembre, soffrendo molti morti a causa dell'inverno e della mancanza di adeguate provviste.

## La naveBrooklyn
Nel novembre del 1845 fu ordinato dagli anziani della Chiesa a Samuel Brannan, giornalista e piccolo editore del giornale mormone The Prophet (successivamente il New York Messenger), di noleggiare una nave che avrebbe trasportato i suoi passeggeri via dagli Stati Uniti orientali in California, che allora era parte del Messico.

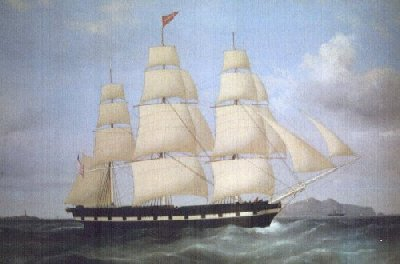
Questo dipinto di Duncan McFarlane mostra la nave Brooklyn al largo del Skerries Reef, che è al largo della costa settentrionale di Anglesey, nel Galles settentrionale.

Nel corso di due mesi Brannan riuscì a reclutare 70 uomini, 68 donne e 100 bambini - 238 persone in totale. Brannan negoziò con Abel W. Richardson, capitano e principale proprietario della nave Brooklyn, una tariffa di 75 dollari per gli adulti e metà tariffa per i bambini.
Il 4 febbraio 1846 (lo stesso giorno in cui iniziò l'esodo mormone di Nauboo) la nave Brooklyn lasciò il porto di New York e iniziò il suo viaggio di circa 6 mesi verso la costa del Pacifico del territorio all'epoca messicano della California.. La nave pesava 445 short tons (404 t) e misurava 125 piedi x 28 piedi x 14 piedi (38,1 m x 8,5 m x 4,3 m) ed era stata costruita nel 1834 da Joseph H. Russell a Newcastle nel Maine.
Il viaggio sarebbe stata la più lunga navigazione di una compagnia di emigranti mormoni. La nave Brooklyn salpò dal Porto di Brooklyn, New York, e viaggiò verso sud attraverso l'Atlantico, l'equatore, attorno a Capo Horn, fermandosi alle Isole Juan Fernández, quindi alle Isole Sandwich (Hawaii), attraccando permanentemente alla fine a Yerba Buena (San Francisco) il 29 luglio 1846 avendo fatto il viaggio in mare in cinque mesi e ventisei giorni.
Augusta Joyce Crocheron, una passeggera della nave Brooklyn, descrisse il viaggio:
(Augusta Joyce Crocheron)
I passeggeri della nave Brooklyn lasciarono gli Stati Uniti con la speranza di trovare libertà di religione. Quando arrivarono a San Francisco tuttavia, furono informati che erano negli Stati Uniti d'America. Nonostante le tensioni che li spingevano via dalle loro case negli Stati orientali, l'equipaggio e i passeggeri "si sentirono più allegri e sicuri". Lo storico mormone B. H. Roberts annotò nella sua opera:
(B. H. Roberts)
Il viaggio pericoloso di circa 24 000 miglia (39 000 km) avrebbe reclamato 10 vite dei 238 passeggeri della nave, nove dei quali furono sepolti in mare.

## Immigrazione successiva
Dopo la partenza iniziale dei Santi degli ultimi giorni che vivevano nell'Illinois e nel Missouri, dei convertiti alla Chiesa da altre aree degli Stati Uniti e dall'Europa seguirono il percorso iniziale per congiungersi con il corpo principale della Chiesa a Salt Lake City. Ogni anno dal 1847 fino al 1869, i membri della Chiesa che intraprendevano questo viaggio erano raggruppati in compagnie organizzate. Le migrazioni continuarono fino a circa il 1890, ma coloro che vennero con la ferrovia generalmente non sono considerati essere "Pionieri mormoni".

## Insediamento nel deserto
Una volta arrivati nella valle del Lago Salato, i Mormoni dovettero letteralmente fabbricarsi un posto dove vivere. Crearono sistemi d'irrigazione, predisposero fattorie, costruirono case, chiese e scuole. L'accesso all'acqua era di vitale importanza.
Quasi immediatamente, Brigham Young mandò gruppi d'esplorazione per identificare e rivendicare ulteriori posti per la comunità. Sebbene fosse difficile trovare grandi aree nel Gran Bacino dove le sorgenti d'acqua fossero affidabili e la stagione della crescita fosse lunga abbastanza da crescere raccolti di sussistenza di vitale importanza, si cominciarono a formare comunità satelliti in tutte le direzioni. I membri della Chiesa alla fine si diressero a sud, nell'Arizona e nel Messico attuali, a ovest in California, a nord nell'Idaho e nel Canada, a est nel Wyoming, insediando molte comunità familiari in quelle aree.
Poco dopo che la prima compagnia arrivò nella valle del Lago Salato nel 1847, fu insediata a nord la comunità di Bountiful (nell'Utah). Nel 1848, i coloni si mossero nelle terre comprate dal trapper Miles Goodyear nell'attuale Ogden (Utah). Nel 1849 furono fondate Tooele (nello Utah) e Provo (anch'essa nello Utah). Sempre quell'anno, su invito del capo Wakara della tribù Ute, i coloni si mossero nella Sanpete Valley nello Utah centrale per stabilire la comunità di Manti. Fillmore (nello Utah), pensata per essere la capitale del nuovo territorio, fu fondata nel 1851. Gli sforzi dei missionari diretti alle culture dei nativi del luogo portarono agli avamposti in Fort Lemhi sul Salmon River dell'Idaho, Las Vegas nel Nevada e Elk Mountain nell'attuale Utah centro-orientale.
Anche l'esperienza degli ex-membri del Battaglione mormone era molto importante nello stabilire nuove comunità. Nel loro viaggio ad ovest, i soldati mormoni avevano identificato fiumi affidabili e vallate di fiumi fertili nel Colorado, nell'Arizona e nella California meridionale. Inoltre, mentre gli uomini congedati viaggiavano per riunirsi con le loro famiglie nella valle del Lago Salato, si muovevano attraverso il Nevada meridionale e lo Utah meridionale. Jefferson Hunt, l'ufficiale mormone più anziano del battaglione, cercava attivamente luoghi per insediarsi, minerali e altre risorse. Il suo rapporto incoraggiò gli sforzi d'insediamento del 1851 nella Contea di Iron, vicino all'attuale Cedar City (nello Utah). Alla fine tre esplorazioni meridionali portarono agli insediamenti mormoni di St. George (nello Utah), a Las Vegas e a San Bernardino (nella California), così come a comunità nell'Arizona meridionale. Entro il 1885 vennero stabilite comunità mormoni nel Messico settentrionale.